# غوميزة متجذرة
غوميزة متجذرة (الاسم العلمي:Gomesa radicans) هي نوع من النباتات تتبع جنس الغوميزة من الفصيلة السحلبية.